# フレゼリク8世 (デンマーク王)
フレゼリク8世（デンマーク語: Frederik 8., 1843年6月3日 - 1912年5月14日）は、デンマーク国王（在位：1906年1月29日 - 1912年5月14日）。

## 生涯
グリュックスブルク公子であったクリスティアンと、ヘッセン＝カッセル方伯家出身でフレゼリク7世の孫に当たるルイーゼ（後の王妃）の長男としてコペンハーゲンに生まれる。フレゼリクが生まれた当時、王位継承者として注目もされていなかった両親は、コペンハーゲン市中の館でフレゼリクを初めとする子女たちを生み育てた。
王太子として1864年の第二次シュレースヴィヒ＝ホルシュタイン戦争に従軍し、その後父王の統治をよく助けた。1906年、父王の崩御に伴い王位を継承した。即位時既に62歳と高齢であり、病気で衰弱もしていたために、わずかな期間しか能力を発揮することしかできなかった。フランスへの旅行からの帰途、フレゼリク8世はドイツのハンブルクに立ち寄り、到着の夕刻にお忍びでユングフェルンスティークを散歩した。散歩の途中で気を失い、公園のベンチに倒れているところを警官によって発見され、ハーフェン病院に搬送されたが死亡が宣告された。死因は心臓麻痺と公表されている。他の王族と同様にコペンハーゲン近郊のロスキレ大聖堂に埋葬された。

## 人物
フレゼリク8世は多くの点で父王以上に議会主義体制に好意的な自由主義的統治者であった。
また、デンマーク、ノルウェー、ベルギー王家およびルクセンブルク大公家はフレゼリク8世の血を引いている。デンマーク王家との繋がりは当然ながら、ノルウェー王家は次男カールを経たものであり、ベルギー王家およびルクセンブルク大公家との繋がりは次女インゲボーの娘アストリッドを通じてのものである。

## 家族
スウェーデン国王カール15世の王女ロヴィーサ（1851年10月31日　- 1926年3月20日）と1869年7月28日に結婚し、4男4女を儲けた。
- クリスチャン・カール・フレゼリク・アルバート・アレクサンダー・ヴィルヘルム（1870年 - 1947年） デンマーク王
- クリスチャン・フレゼリク・カール・ゲーオア・ヴァルデマー・アクセル（1872年 - 1957年） ノルウェー王ホーコン7世
- ルイーセ・カロリーネ・ヨセフィーネ・ソフィー・テューラ・オルガ（1875年 - 1906年） 1896年、シャウムブルク＝リッペ侯子フリードリヒと結婚
- ハーラル・クリスチャン・フレゼリク（1876年 - 1949年） - 1909年、グリュックスブルク公女ヘレーネ・アーデルハイトと結婚
- インゲボー・シャーロッテ・カロリーネ・フレゼリケ・ルイーセ（1878年 - 1958年） - 1897年、スウェーデン王子・ヴェステルイェートランド公カールと結婚
- テューラ・ルイーセ・カロリーネ・アマーリエ・アウグスタ・エリサベト（1880年 - 1945年）
- クリスチャン・フレゼリク・ヴィルヘルム・ヴァルデマー・ゴスタウ（1887年 - 1944年）
- ダウマー・ルイーセ・エリサベト（1890年 - 1961年） - 1922年、ヨアン・カステンスキョルと結婚